# 俄羅斯-K
俄羅斯-K（俄语：Россия-К）是全俄國家電視廣播公司一條於1997年開播的電視頻道，主要播放各類文化和音樂節目，謝爾蓋·舒馬可夫（Сергей Шумаков）自2009年起擔任其頻道總監。這條頻道並不會播放任何商業廣告，取而代之的是各段文化節目之宣傳片。
它是俄罗斯的一个公共电视频道，并非全天二十四小时播出。